# کشورهای جزیره‌ای کوچک در حال توسعه

نقشه کشورهای جزیره‌ای کوچک در حال توسعه

کشورهای جزیره‌ای کوچک در حال توسعه (به انگلیسی: Small Island Developing States) گروهی از کشورهای جزیره‌ای کوچک هستند که تمایل به اشتراک‌گذاری چالش‌های توسعه پایدار از جمله جمعیت‌های کوچک اما رو به رشد، منابع محدود، دور بودن، مستعد بودن رخداد بلایای طبیعی، آسیب‌پذیری در برابر شوک‌های خارجی، وابستگی بیش از حد به تجارت خارجی و محیط‌های شکننده دارند. رشد و توسعه آن‌ها همچنین با هزینه‌های ارتباطی، انرژی و ترابری بالا، حجم‌های بی‌رویه ترابری بین‌المللی، مدیریت عمومی و زیرساخت‌های بسیار گران‌قیمت به دلیل کوچک بودن اندازه آن‌ها و کمبود فرصت برای انجام صرفه‌جویی به مقیاس به مشکل بر می‌خورد.
این کشورها برای اولین بار در ژوئن ۱۹۹۲ در کنفرانس اوج زمین به عنوان گروه مشخصی از کشورهای در حال توسعه به رسمیت شناخته شدند. برنامه اقدام باربادوس در سال ۱۹۹۴ برای کمک به این کشورها در مسائل توسعه پایدار ایجاد شد. دفتر نماینده عالی سازمان ملل متحد برای کشورهای توسعه‌نیافته، کشورهای در حال توسعه محصور در خشکی و کشورهای جزیره‌ای کوچک در حال توسعه نماینده این کشورهاست.

## فهرست کشورها

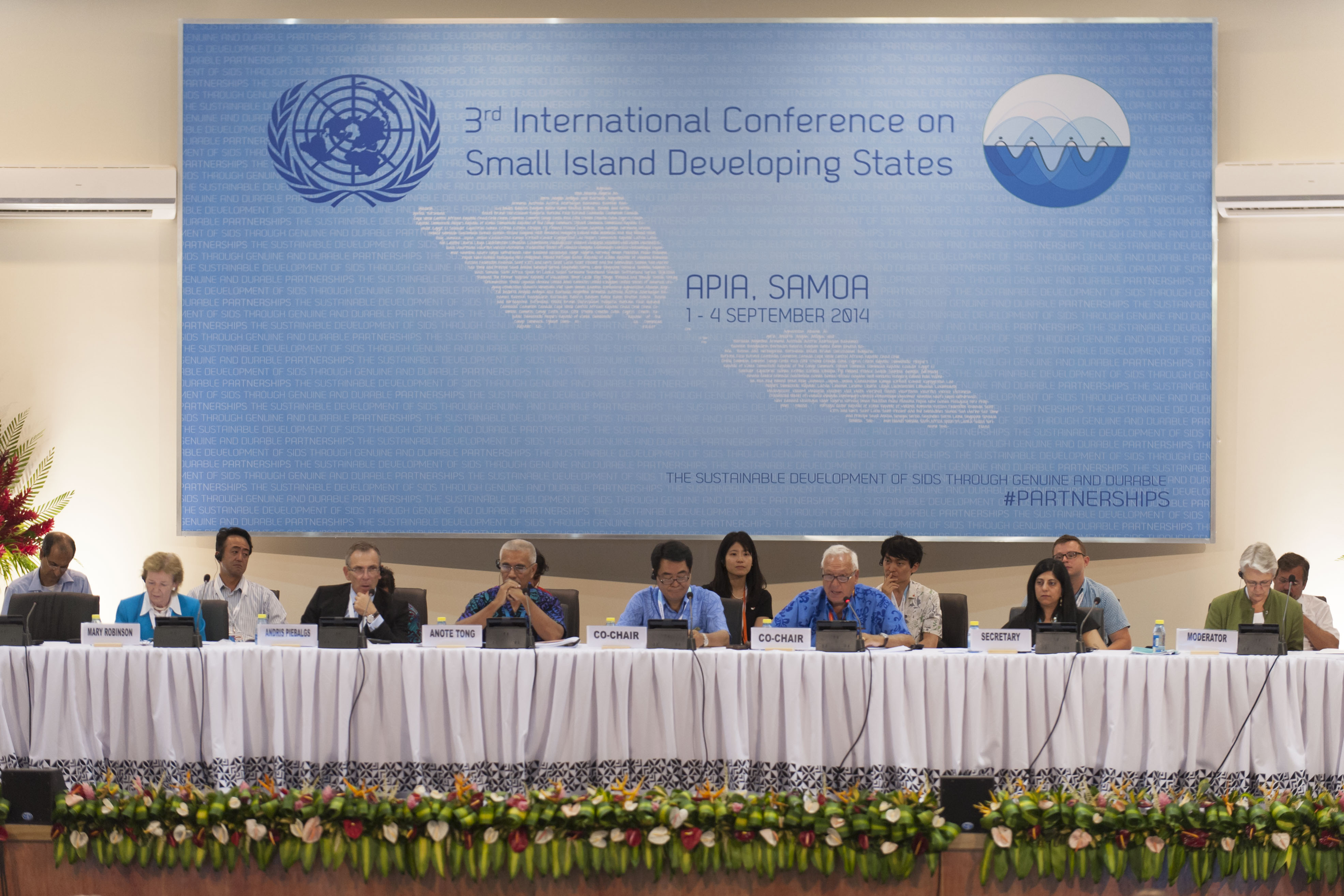
سومین کنفرانس بین‌المللی کشورهای جزیره‌ای کوچک در حال توسعه در ساموآ، سپتامبر ۲۰۱۴

در حال حاضر ۵۷ کشور جزیره‌ای کوچک در حال توسعه در سه ناحیه جغرافیایی کارائیب، اقیانوس آرام و همینطور اقیانوس هند، آفریقا، مدیترانه و دریای جنوبی چین هستند و هر یک از این مناطق نیز دارای یک نهاد همکاری منطقه‌ای به نام‌های جامعه و بازار مشترک کارائیب، انجمن جزایر اقیانوس آرام و کمیسیون اقیانوس هند هستند که کشورهای مربوطه، عضو یا عضو ناظر آن‌ها می‌باشند. به علاوه، بیشتر این کشورها عضو اتحادیه کشورهای جزیره‌ای کوچک هستند که عملکردهایی مانند لابی‌گری و مذاکره را برای این اعضا در سیستم سازمان ملل انجام می‌دهد.
| کارائیب                   | اقیانوس آرام          | اقیانوس هند، آفریقا، مدیترانه و دریای جنوبی چین |
| ------------------------- | --------------------- | ----------------------------------------------- |
| آنگویلا                   | ساموای آمریکا         | بحرین                                           |
| آنتیگوآ و باربودا         | جزایر کوک             | کیپ ورد                                         |
| آروبا                     | ایالات فدرال میکرونزی | کومور                                           |
| باهاما                    | فیجی                  | گینه بیسائو                                     |
| باربادوس                  | پلی‌نزی فرانسه         | مالدیو                                          |
| بلیز                      | گوآم                  | موریس                                           |
| جزایر ویرجین انگلستان     | کیریباتی              | سائوتومه و پرنسیپ                               |
| کوبا                      | جزایر مارشال          | سیشل                                            |
| دومینیکا                  | نائورو                | سنگاپور                                         |
| جمهوری دومینیکن           | کالدونیای جدید        |                                                 |
| گرنادا                    | نیووی                 |                                                 |
| گویان                     | جزایر ماریانای شمالی  |                                                 |
| هائیتی                    | پالائو                |                                                 |
| جامائیکا                  | پاپوآ گینه نو         |                                                 |
| مونتسرات                  | ساموآ                 |                                                 |
| آنتیل هلند                | جزایر سلیمان          |                                                 |
| پورتوریکو                 | تیمور شرقی            |                                                 |
| سنت کیتس و نویس           | تونگا                 |                                                 |
| سنت لوسیا                 | تووالو                |                                                 |
| سنت وینسنت و گرنادین‌ها    | وانواتو               |                                                 |
| سورینام                   |                       |                                                 |
| ترینیداد و توباگو         |                       |                                                 |
| جزایر ویرجین ایالات متحده |                       |                                                 |